# Clemente Rebora
Clemente Maria Rèbora (* am 6. Januar 1885 in Mailand; † 1. November 1957 in Stresa) war ein italienischer Dichter, Übersetzer und katholischer Priester.

## Leben
Rebora studierte zunächst ab 1903 Medizin in Pavia und danach Philosophie und Literatur an der Accademia scientifico-letteraria di Milano. 1910 promovierte er mit einer Arbeit über den Juristen und Philosophen Gian Domenico Romagnosi, danach arbeitete er als Lehrer in Mailand und anderen Orten, darunter Treviglio, Novara und Como. Ab 1913 lieferte er Beiträge für die literarische Zeitschrift La Voce, wo auch sein erster Band mit Gedichten Frammenti lirici („Lyrische Fragmente“) erscheint. Im gleichen Jahr begann die enge Freundschaft mit der russischen Pianistin Lydia Natus, mit der er in Mailand bis zum Ausbruch des Ersten Weltkriegs 1914 zusammen lebte.

## Werke

### Dichtungen
- Frammenti lirici. Libreria della „Voce“, Florenz 1913. Kommentierte Neuausgabe, hrsg. von Gianni Mussini und Matteo Giancotti bei Interlinea, 2008.
- Canti anonimi raccolti da C.R. Il Convegno editoriale, Mailand 1922.
- Le poesie 1913–1947. Hrsg. von P. Rebora. Vallecchi, Florenz 1947.
- Via Crucis. Scheiwiller, Mailand 1955.
- Curriculum vitae. Scheiwiller, Mailand 1955. Kommentierte Neuausgabe, hrsg. von Roberto Cicala und Gianni Mussini mit einem Essay von Carlo Carena. Interlinea, Novara 2001, ISBN 88-8212-311-1.
- Canti dell'infermità. Scheiwiller, Mailand 1956.
- Gesù il fedele. Il Natale. Scheiwiller, Mailand 1956.
- Iconografia. Gedichte und unveröffentlichte Prosa. Hrsg. von Vanni Scheiwiller. Scheiwiller, Mailand 1959.
- Aspirazioni e preghiere. Scheiwiller, Mailand 1963.
- Ecco del cielo più grande. Scheiwiller, Mailand 1965.
- Il tuo Natale. Interlinea, Novara 2005.
- Tra melma e sangue. Lettere e poesie di guerra. Interlinea, Novara 2008.

### Übersetzungen
- Gianardana. Buddhistische Fabeln. Caddeo, Mailand 1923.
- Leonid Nikolajewitsch Andrejew: Lazzaro e altre novelle. Vallecchi, Florenz 1919.
- Nikolai Wassiljewitsch Gogol: Il cappotto. Il Convegno, Mailand 1922.
- Leo Tolstoi: La felicità domestica. Edizione „La Voce“, Florenz 1930.

### Ausgaben
- La poesie (1913–1957). Hrsg. von Vanni Scheiwiller. Mailand 1961. 2. Aufl. 1982.

### Briefe und Tagebücher
- Lettere. I (1893–1930). Vorwort von Carlo Bo, hrsg. von M. Marchione. Edizioni di Storia e Letteratura, Rom 1976.
- Lettere. II (1931–1957). Vorwort von Clemente Riva, hrsg. von M. Marchione. Edizioni di Storia e Letteratura, Rom 1982.
- Epistolario Clemente Rebora. Hrsg. von Carmelo Giovannini. 3 Bände EDB, Bologna.
  - Band 1: 1893–1928 : l'anima del poeta. 2004, ISBN 978-88-10-41519-1.
  - Band 2: 1929–1944 : la svolta rosminiana. 2007, ISBN 978-88-10-41511-5.
  - Band 3: 1945–1957 : il ritorno alla poesia. 2010, ISBN 88-10-40399-1.
- Diario intimo. Quaderno inedito. Hrsg. von Roberto Cicala. Interlinea, Novara 2006, ISBN 978-88-8212-575-2.